# Bisphenol F
Bisphenol F (kurz BPF) ist eine aromatische organische Verbindung aus der Gruppe der Diphenylmethan-Derivate und eines der Bisphenole. In BPF sind die beiden aromatischen Ringe durch eine Methylengruppe (CH2) verbunden.

## Verwendung
BPF wird zur Herstellung von Epoxidharzen und -beschichtungen verwendet, die in der Industrie eingesetzt werden, um die Dicke und Haltbarkeit von Materialien zu erhöhen, wie in:
- Tank- und Rohrauskleidungen
- Industrieböden
- Straßenbelägen
- Strukturklebstoffen
- Fugenmassen.

BPF-Epoxidharze werden auch für verschiedene Verbraucherprodukte eingesetzt:
- Beschichtungen
- Lacke
- Lebensmittelverpackungen, beispielsweise Beschichtungen von Getränke- und Konservendosen

Im zahnmedizinischen Bereich werden BPF-Epoxidharze in oder für Dentalmaterialien verwendet: als Restaurationsmaterial, für Auskleidungen, als Klebstoff, zur Herstellung von Prothesen und Gewebeersatzstoffen.

## Verstoffwechselung und Toxizität
Studien haben gezeigt, dass BPF primär in Phase-II-Biotransformationsreaktionen glucoronidiert und sulfatiert wird, wobei die Art der Verstoffwechselung jeweils vom Zelltyp abhängig ist. In Zellmodellen entstanden in einer humanen Hepatomzelllinie (HepG2) hauptsächlich die entsprechenden Sulfate, wohingegen in Hepatozyten sowohl Sulfate als auch Glucuronide gebildet wurden. Darüber hinaus entstehen in Phase-I-Biotransformationsreaktionen verschiedene hydroxylierte BPF-Metaboliten, darunter hauptsächlich meta-hydroxyliertes BPF, ortho-hydroxyliertes BPF und 2,4-Dihydroxybenzophenon (DHB). Diese Stoffwechselwege sind P450-abhängig.
In einer an Ratten durchgeführten Studie wurden BPF und seinen Metaboliten innerhalb von 96 Stunden zu 43–54 % der Dosis über den Urin und 15–20 % über den Kot ausgeschieden; der Rest der verabreichten Dosis verblieb in verschiedenen Organen der Ratte und wurde hauptsächlich im Lumen des Verdauungstrakts und in der Leber wiedergefunden. Bei trächtigen Ratten wurde BPF auch in Gebärmutter, Plazenta, Fruchtwasser und Feten gefunden, was darauf hinweist, dass BPF die Plazentaschranke zu passieren vermag. Eine weitere Ratten-Studie zeigte als hauptsächlichen Effekt eine Lebertoxizität.
Eine Übersichtsarbeit zur hormonellen Aktivität der Bisphenole A, S und F fand in vier von fünf in-vivo-Studien Berichte über estrogene, androgene und thyroidogene Wirkungen für BPF. In-vitro-Studien zu BPF zeigten Effekte wie Zytotoxizität, zelluläre Dysfunktion, DNA-Schädigung und Chromosomenaberration.

## Vorkommen und Freisetzung
BPF konnte in der Umwelt und in Lebensmittelkontaktmaterialien nachgewiesen werden.
BPF kommt in Senf vor, es entsteht dort als Abbauprodukt des natürlich vorkommenden Glucosinalbin. Das Bundesamt für Risikobewertung schätzt mögliche gesundheitliche Beeinträchtigungen durch die daraus resultierende Exposition als unwahrscheinlich ein. Weiterhin kommt BPF in den Knollen bestimmter Orchideenarten vor.